# Wladimir Jefimowitsch Semitschastny

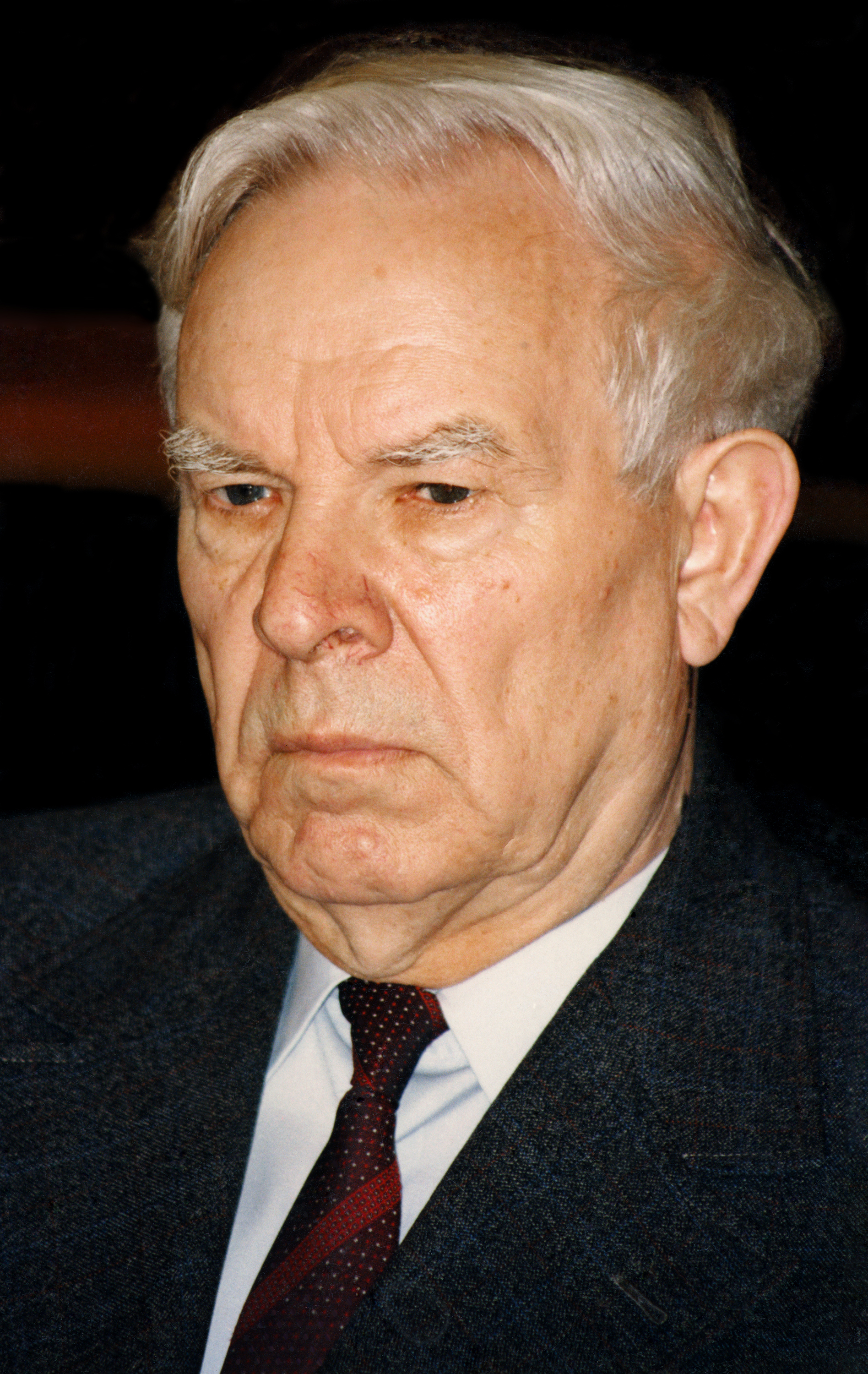
Wladimir Semitschastny, 1964

Wladimir Jefimowitsch Semitschastny (russisch Владимир Ефимович Семичастный, wiss. Transliteration Vladimir Efimovič Semičastnyj; * 15. Januar 1924 in Grigorjewka, Gouvernement Jekaterinoslaw; † 12. Januar 2001 in Moskau) war 1961 bis 1967 Vorsitzender des KGB.

## Leben
Semitschastny wurde 1958 Erster Sekretär des Jugendverbands der KPdSU, des Komsomol. In dieser Funktion trat er in der Kampagne gegen den Schriftsteller Boris Pasternak mit einer Rede im Moskauer Luschniki-Stadion hervor.
Nachdem Schelepin im Dezember 1961 das KGB verlassen hatte, wurde sein Gefolgsmann Semitschastny neuer Vorsitzender des KGB. Er besaß in der Arbeit des KGB keine Erfahrung und übernahm den Posten nur auf Drängen Chruschtschows, der das KGB unter Kontrolle behalten wollte.
Semitschastny führte auf Befehl Chruschtschows die Säuberung der Archive von Dokumenten fort, die Mitglieder des Präsidiums des ZK wegen ihrer Beteiligung am Stalinschen Terror belasteten.
Während der Kubakrise war das KGB über die Politik der USA unzureichend informiert, im Gegensatz zu den Informationen der CIA, die über ihren Agenten Penkowski Auskunft erhielt.
Nachdem der Auftragsmörder des KGB Bogdan Staschinski im August 1961 nach Westdeutschland übergelaufen und 1962 von einem westdeutschen Gericht verurteilt worden war, gab das Präsidium der KPdSU dem KGB die Anweisung, künftig auf Auftragsmorde zu verzichten.
Bei der Verschwörung zum Sturz Chruschtschows spielte Semitschastny 1964 eine Schlüsselrolle. Er wechselte den Chef der Leibwache Chruschtschows aus und ließ dessen Privattelefon abhören. Anschließend stieg er ohne die übliche Kandidatenzeit zum Vollmitglied des ZK auf.
1966 entkam der sowjetische Agent George Blake aus britischer Haft in die Sowjetunion.
Mit dem Prozess gegen die Schriftsteller Andrei Sinjawski und Juli Daniel begann 1966 die Verfolgung der Dissidentenbewegung in der Sowjetunion.
Im gleichen Jahr durfte Stalins Tochter Swetlana Allilujewa die Sowjetunion zum Begräbnis ihres dritten Mannes verlassen, sie kehrte aber nicht mehr zurück. Ein von Semitschastny angeordneter voreiliger Entführungsversuch scheiterte.
Breschnew nutzte 1967 die Chance, gegen Schelepins Schützling Semitschastny vorzugehen und forderte erstmals seine Absetzung, was Schelepin vorerst verhindern konnte. Im Mai hatte Breschnew jedoch mit einem zweiten Vorstoß Erfolg und Semitschastny wurde vom Politbüro von seinem Amt entbunden.
In seinen späten Jahren beteiligte er sich an verschiedenen Fernsehdokumentationen: Who Was Lee Harvey Oswald? (1992), The Secret KGB JFK Assassination Files (1998) sowie Cold War (1998). Er kritisierte die Aufgliederung des KGB in verschiedene Geheimdienste nach 1992, da sie die Effektivität der Dienste verminderten. Bis zuletzt war er von den Vorteilen des Sowjetsystems und der Undurchführbarkeit der westlichen Demokratie in Russland überzeugt. 2001 erlag er einem Herzanfall und wurde auf dem Friedhof Trojekurowo in Moskau beerdigt.